# 远东广播公司
远东广播公司（英語：Far East Broadcasting Company，简称FEBC）是一個总部位于美国的国际广播机构，主要向世界各地传播基督教方面的内容。於1945年開始广播，目前使用149种语言，日播音时间超过650小时，使用FM、中波和短波播音。

## 广播目标
让听众通过收听广播方式，让耶稣走进他们的内心深处。

## 历史
1945年太平洋战争结束，随着驻日美军和驻韩美军等驻亚洲美军的存在，使得John Broger和Bob Bowman认为有必要在亚洲设立一个基督教广播机构，来满足这些人的收听需要，顺便可以将福音书带给数百万亚洲民众，于是电台最终选择在中国上海播音。
然而在1948年，随着国共内战的局势发生变化，为了不让电台停播，决定迁移至另一个适合的国家去落地。经过多日的寻找，John Broger最终决定将电台的新地址落地在位于南中国海东侧的菲律宾。
由于此时的菲律宾刚刚独立，在各方面都需要得到美国的资助，故十分同意远东广播公司在此落地。最终远东广播公司在1948年6月4日于马尼拉开始播音《东方的呼声》，使用呼号为KZAS；而对中国的良友电台从菲律宾以短波向中国大陆广播也于1949年7月29日开始。
除覆盖东亚地区之外，目前远东广播公司已经扩展至东南亚和俄罗斯，拥有41个广播站，此外还有姐妹广播机构远东福音广播公司对南亚、非洲及中东地区广播。

## 慈善活动
远东广播公司成立至今，已举办过多起慈善活动，如提供奖学金给贫困学生、提供食物给贫困居民等。

## FEBC日本
主要针对驻日美军广播，總部在日本沖繩縣。在1958年2月23日-1972年5月15日期间播音，沖繩回歸後改組為一般電台（日本沒有宗教電台，當地所有的宗教廣播節目都在一般電台播放）。现在其业务功能已全部转移至韩国。

## FEBC菲律宾
- DZAS
- DZFE
- DZMR
- DWAS
- DYVS
- DYFR
- DXAS
- DXFE
- DXKI

### 菲律宾电视分台
- DZFE-TV

## FEBC韩国

### 韩国广播分台
- 韩国首都圈远东广播
- 大田远东广播
- 岭东远东广播
- 大邱远东广播
- 浦项远东广播
- 釜山远东广播
- 蔚山远东广播
- 昌原远东广播
- 木浦远东广播
- 光州远东广播
- 济州远东广播
- 全南東釜远东广播
- 全羅远东广播

## 外部連結
- 远东广播公司 （页面存档备份，存于）